# Teen Choice Award alla miglior personalità televisiva emergente
Il Teen Choice Award alla miglior personalità televisiva emergente è un premio statunitense assegnato annualmente dal 2006 nell'ambito della cerimonia dei Teen Choice Awards. Sino al 2005 la categoria era scinta per sesso, ma dal 2006 i riconoscimenti sono confluiti in un'unica categoria, per essere poi nuovamente divisi solo due anni dopo.

## Vincitori e candidati
I vincitori sono indicati in grassetto.
- 2006[1]
  - Zac Efron - High School Musical (High School Musical)
  - Haylie Duff - Settimo cielo (7th Heaven)
  - Miley Cyrus - Hannah Montana (Hannah Montana)
  - Wentworth Miller - Prison Break (Prison Break)
  - Jensen Ackles - Supernatural (Supernatural)
  - Vanessa Hudgens - High School Musical (High School Musical)
- 2007[2]
  - America Ferrera - Ugly Betty (Ugly Betty)[3]
  - Taylor Kitsch - Friday Night Lights (Friday Night Lights)
  - Masi Oka - Heroes (Heroes)
  - Hayden Panettiere - Heroes (Heroes)
  - Matt Dallas - Kyle XY (Kyle XY)